# هاري كاين
هاري كاين (بالإنجليزية: Harry Kane) هو واثب حواجز ‏ بريطاني، ولد في 24 مايو 1933.

## وصلات خارجية
- هاري كاين على موقع أوليمبيديا (الإنجليزية)
- هاري كاين على موقع اللجنة الأولمبية البريطانية (الإنجليزية)
- هاري كاين على موقع اتحاد ألعاب الكومنولث (مؤرشف) (الإنجليزية)